# Жарнов (округ Кошиці-околиця)
Жарнов (словац. Žarnov) — село в окрузі Кошиці-околиця Кошицького краю Словаччини. Площа села 7,2 км². Станом на 31 грудня 2016 року в селі проживало 409 жителів.

## Історія
Перші згадки про село датуються 1332 роком.

## Населення
| Рік:            | 1994. | 2004.    | 2014.   | 2024.   |
| --------------- | ----- | -------- | ------- | ------- |
| Кількість осіб: | 364   | 419      | 417     | 451     |
| Різниця:        |       | +15,10 % | -0,47 % | +8,15 % |

| Рік:            | 2023. | 2024.   |
| --------------- | ----- | ------- |
| Кількість осіб: | 453   | 451     |
| Різниця:        |       | -0,44 % |